# ホンダ・T360
T360（ティーさんびゃくろくじゅう）は、本田技研工業がかつて生産、販売していた軽トラックである。本項ではT360の小型車登録版にあたるT500（ティーごひゃく）についても記述する。

## 概要
1963年8月1日に発売された。
日本初のDOHCエンジン（2バルブ）搭載した4輪車で且つ、ホンダ初の4輪自動車でもある。当時のホンダの4輪開発担当責任者は、中村良夫。また、本田宗一郎がまるまる一台関与した唯一の車でもある。当初ホンダはショーモデルのみで発売されなかったS360やS500といったスポーツカーの開発を進めていたが、専務の藤沢武夫が「（当時の）4輪車の需要は商用車の方が多いこと」「まだオートバイの販売網しかないホンダ販売店で売るための車」という点を考慮し「冬にバイクの代わりに売れるもの」「オートバイ店でも扱えるもの」として軽トラックの発売を進言したことからT360の開発は進められた。1962年の第9回全日本自動車ショウでは、S360などと同時に展示されていた。
外見は短いノーズを持つセミキャブオーバー風のレイアウトであるが、エンジンはフロントシート下に収められており、フレームはハット断面を持つサイドフレームから構成された梯子型で、フロントサスペンションはウィッシュボーン・コイルスプリング形式、リヤはコンベンショナルなリジッドアクスル・リーフスプリング形式が採用された。
エンジンはS360用に開発された水冷直列4気筒エンジンが流用されたと言われているがこれは誤りで、軽トラックの試作車3X-120の空冷直列4気筒エンジンが水冷化される段階で、T360(XAK-250)とS360(TAS260)が共用できるように設計されたものである。
この水冷直列4気筒エンジンは鋳鉄製スリーブ以外はオールアルミニウム合金製で、わずか360ccで30PS/8,500rpmと、軽自動車エンジンが20PS程度に留まっていた当時としては異例の高回転・高出力型となった。
前期型（AK250型）は4気筒エンジンの各気筒個別に京浜精機（現・ケーヒン）製キャブレターを4連装備、あるいは三国工業（現・ミクニ）製双胴型キャブレターを2連装備したが、これは原型となったスポーツカーS360そのままの手法であった。トラックのエンジンとしてはメンテナンスやコスト面で得策でなく、後期型はシングルキャブレター仕様となっている。
サイドブレーキおよびシフトレバーはステアリングコラムの右側に配置されているが、これは助手席に子どもが2名乗せられるようにとの配慮であった。
前期型では発電機は当時実用化されたばかりの交流発電機(オルタネーター)が採用され、日立製作所や日本電装から供給を受けていた。このオルタネーターはプーリーにラジエーター冷却用の強制空冷ファンが取り付けられており、12ボルト/250ワット(約21アンペア)の発電量を有していた。T360のオルタネーターはS360とも共通で後にS500にも採用されていたが、T360のみの特徴的な点として、オルタネーターの後部にインテークパイプが取り付けられ、その先の濾紙式のエアクリーナーボックスを介してエンジンへと新気を供給していた。オルタネーターの回転子を遠心分離機として機能させることでアンダーフロア・エンジンレイアウトでもより清浄な空気の取り入れが図れる、野心的な設計であった。クランクベアリングにはバビットメタルを用いず、過去にホンダが手掛けたロードレーサーやRA271の技術をそのまま転用した組立式クランクシャフトとローラーベアリングの組み合わせを採用。ラジエーターは2つ取り付けられており、外気温度とエンジン水温により2系統を使い分けるという水温制御が用いられており、片方のラジエーターで温められた空気が運転席に直接取り入れられる事で、カーヒーターの機能をも実装していた。
しかし、これらの野心的ではあるが複雑な設計は、販売後程なくして複数回の設計変更を受けることとなり、発電機は後期型ではオルタネーターとセルモーターが一体化したダイナモスターターに変更され、冷却ファンはクランクシャフト直結型となった。4年の販売期間でシリンダーブロックの設計変更は9回、クランクシャフトの設計変更は6回にも及び、同じT360でありながらエンジン番号が僅かに違うだけでも発注した部品が取り付けできなくなってしまう程であった。ロータス・カーズを参考にした水冷機構は故障が多く、組立式のクランクシャフトと極細のニードルローラーベアリングは組立指定工具にピンセットが用いられるという、同時期のホンダ製オートバイ用エンジンやS600/S800用エンジンなどに精通した整備士であっても分解整備やオーバーホールに二の足を踏むほどの難物でもあった。組立式クランクシャフトを選択した理由は当時のホンダに一体式クランクシャフトを製造する大型工作機械が無かったことによる苦肉の策であるが、ニードルローラーベアリングの採用は極度の高回転エンジンで市場を驚かせることに固執した本田宗一郎の強い要望に因るものであり、中村良夫本人は「必ずしもローラーベアリングが必要だとは思わなかった」という。また戦前、三式戦闘機のハ40の設計・製造に携わり、戦時体制下におけるニッケルやクロムなどの重要資材の欠乏から、ニードルローラーベアリングをはじめとするエンジン部品の製造品質の悪化に悩まされた苦い経験を持つ中村の執念から、T360のエンジン資材には当時の最高級品が惜しげもなく用いられたが、その結果エンジン1機の製造原価が車体の販売価格を上回るとすら噂されるほどのコスト上昇を招く結果を生んだ。中村は後年T360のエンジンを「オバケエンジン」と振り返ったが、実際に購入した顧客層の特殊性故か「顧客からのクレームは何故か無かった」とも述べていた。後年この時期のMade in Japan製品の数々を取材した藤沢太郎は、T360を評して「この軽トラは始めから間違っていた」と総括した。
1966年10月、一部改良に伴い、灯火器及び反射器等に関する法規に対応するためフロントフェンダーの左右側面に小丸型のサイドターンシグナルランプが装備された。
1967年11月、N360用と同一の空冷2気筒SOHCエンジンを搭載したキャブオーバータイプの後継車TN360にフルモデルチェンジされ販売終了。
T360は4年間に10万892台製造販売されたが、この4年間で国内他社の軽トラックの合計販売台数は154万3154台に上り、T360の市場占有率は僅か6%程度である。

### スノーラ
オプション品としてタイヤ交換の要領でタイヤと交換する要領で後輪を履帯（クローラー）に置換え半装軌車にするパーツが発売された。主に積雪地で雪上用に使用するため前輪用スキーとセットとなり「スノーラ」という商品名が与えられた。
スノーラは後継モデルであるTN360でも発売された。
1994年には半装軌車「アクティクローラ」を発売しているが、こちらは完全にクローラ仕様のサスペンションで、履帯を外して高速走行することも可能だが、スノーラのように換装はできず、更に4輪仕様に変更することもできない。

## T500
1964年9月に登場したT360の荷台を延長したモデルである。S500用を元に商用車用に最適化した水冷直列4気筒DOHCエンジンを搭載しており、最高出力は38PS/7,500rpmで当時の規格では軽ではなく小型登録車扱いだった。